# Бренголо
Бренголо́ (фр. Bringolo, брет. Brengoloù, галло Brengolo) — коммуна во Франции, находится в регионе Бретань. Департамент — Кот-д’Армор. Входит в состав кантона Плело. Округ коммуны — Генган.
Код INSEE коммуны — 22019.

## География
Коммуна расположена приблизительно в 400 км к западу от Парижа, в 115 км северо-западнее Ренна, в 19 км к западу от Сен-Бриё.

## Население
Население коммуны на 2016 год составляло 463 человека.
| 1962 | 1968 | 1975 | 1982 | 1990 | 1999 | 2008 | 2016 |
| ---- | ---- | ---- | ---- | ---- | ---- | ---- | ---- |
| 319  | 397  | 348  | 329  | 301  | 304  | 366  | 463  |

## Администрация
| Период | Период | Фамилия         | Партия | Примечания |
| ------ | ------ | --------------- | ------ | ---------- |
| 1971   | 1995   | Пьер де Катюлан |        |            |
| 1997   | 2014   | Клод Клоарек    |        | фермер     |

## Экономика
В 2007 году среди 216 человек в трудоспособном возрасте (15—64 лет) 175 были экономически активными, 41 — неактивными (показатель активности — 81,0 %, в 1999 году было 77,7 %). Из 175 активных работали 166 человек (93 мужчины и 73 женщины), безработных было 9 (5 мужчин и 4 женщины). Среди 41 неактивных 14 человек были учениками или студентами, 11 — пенсионерами, 16 были неактивными по другим причинам.

## Достопримечательности
- Церковь Нотр-Дам (XVII век). Исторический памятник с 1927 года[3]
- Замок Гран’Виль (XVII век). Исторический памятник с 2012 года[4]

## Фотогалерея

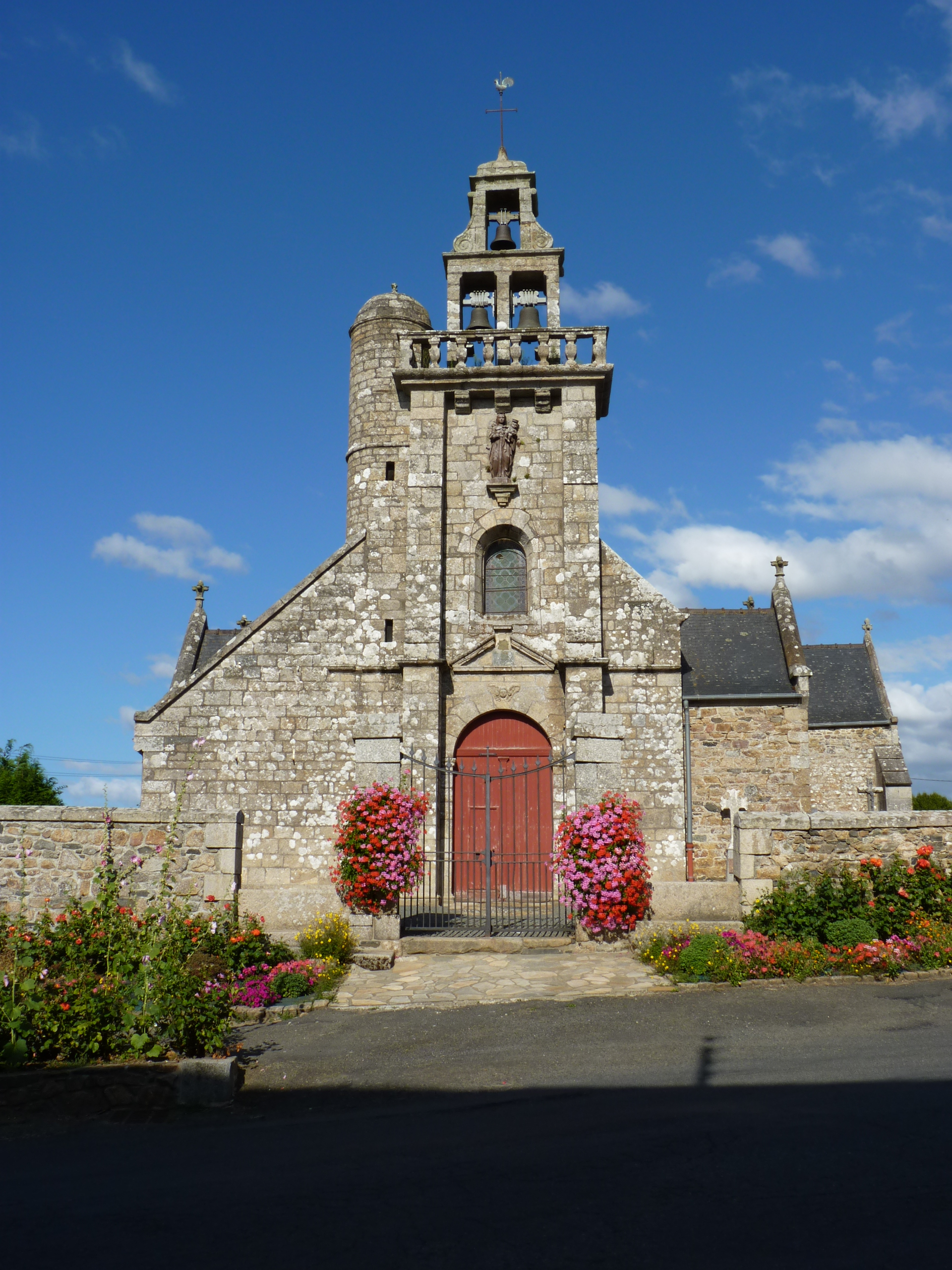
Церковь Нотр-Дам
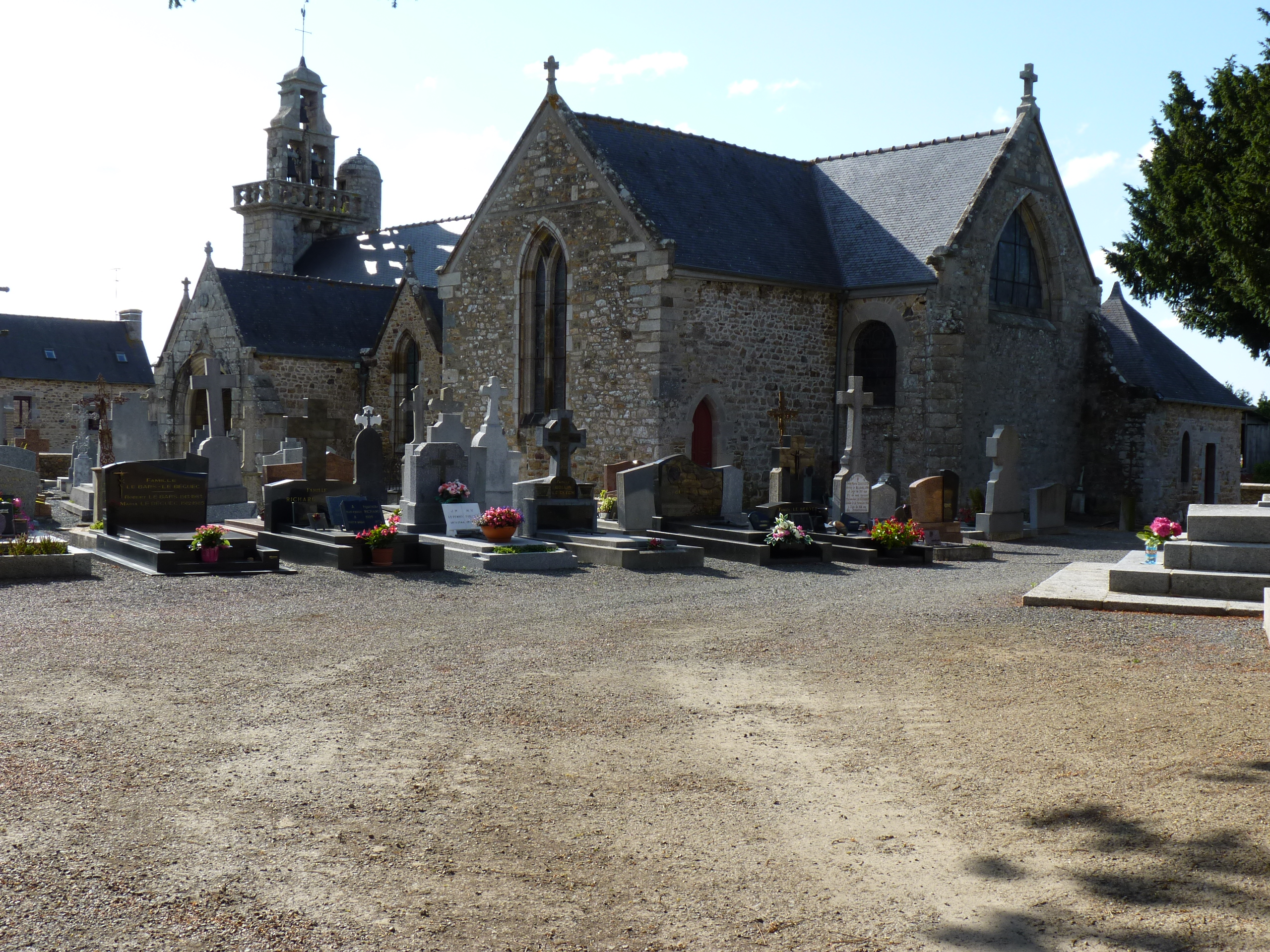
Церковь Нотр-Дам
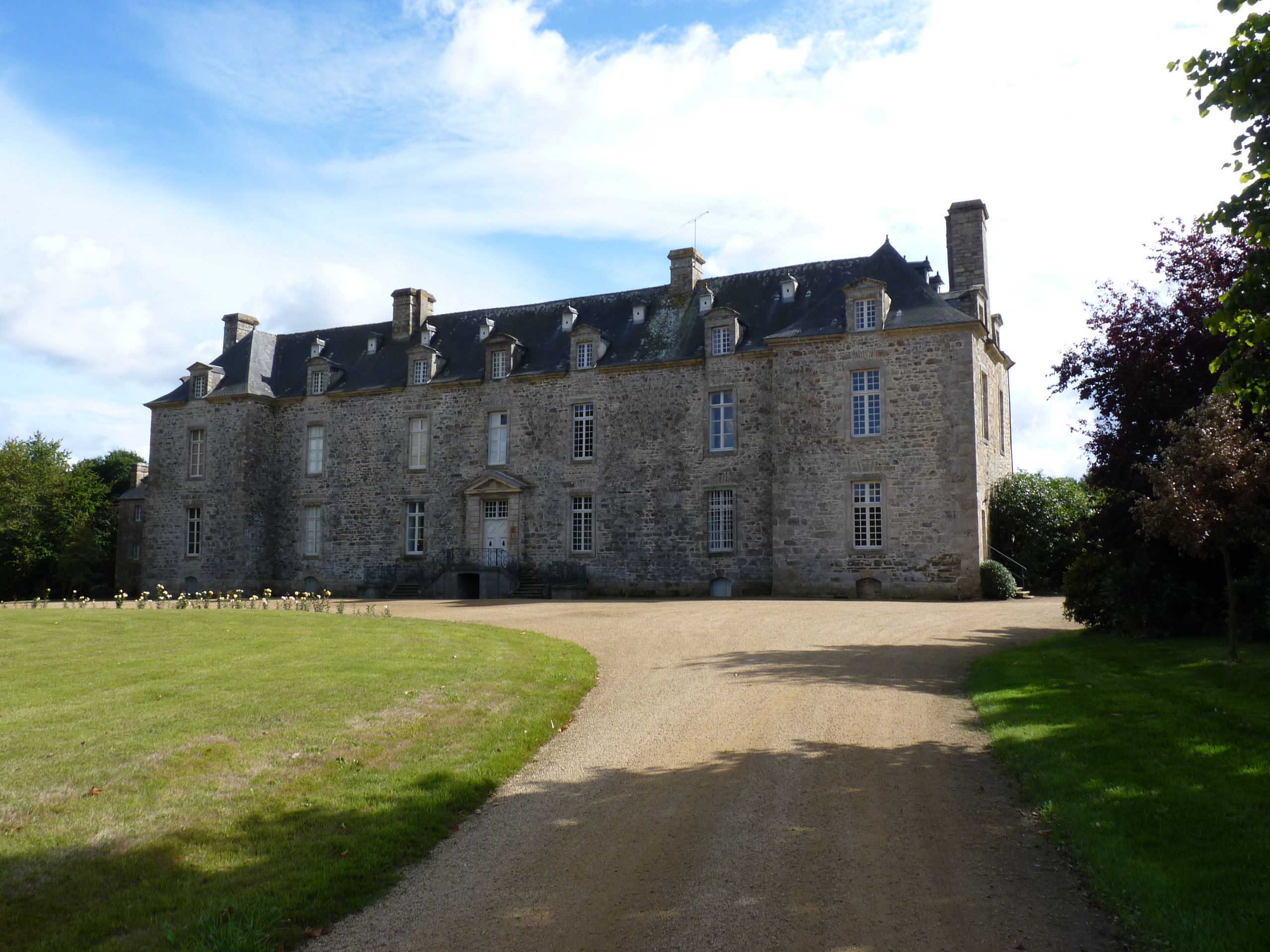
Замок Гран’Виль
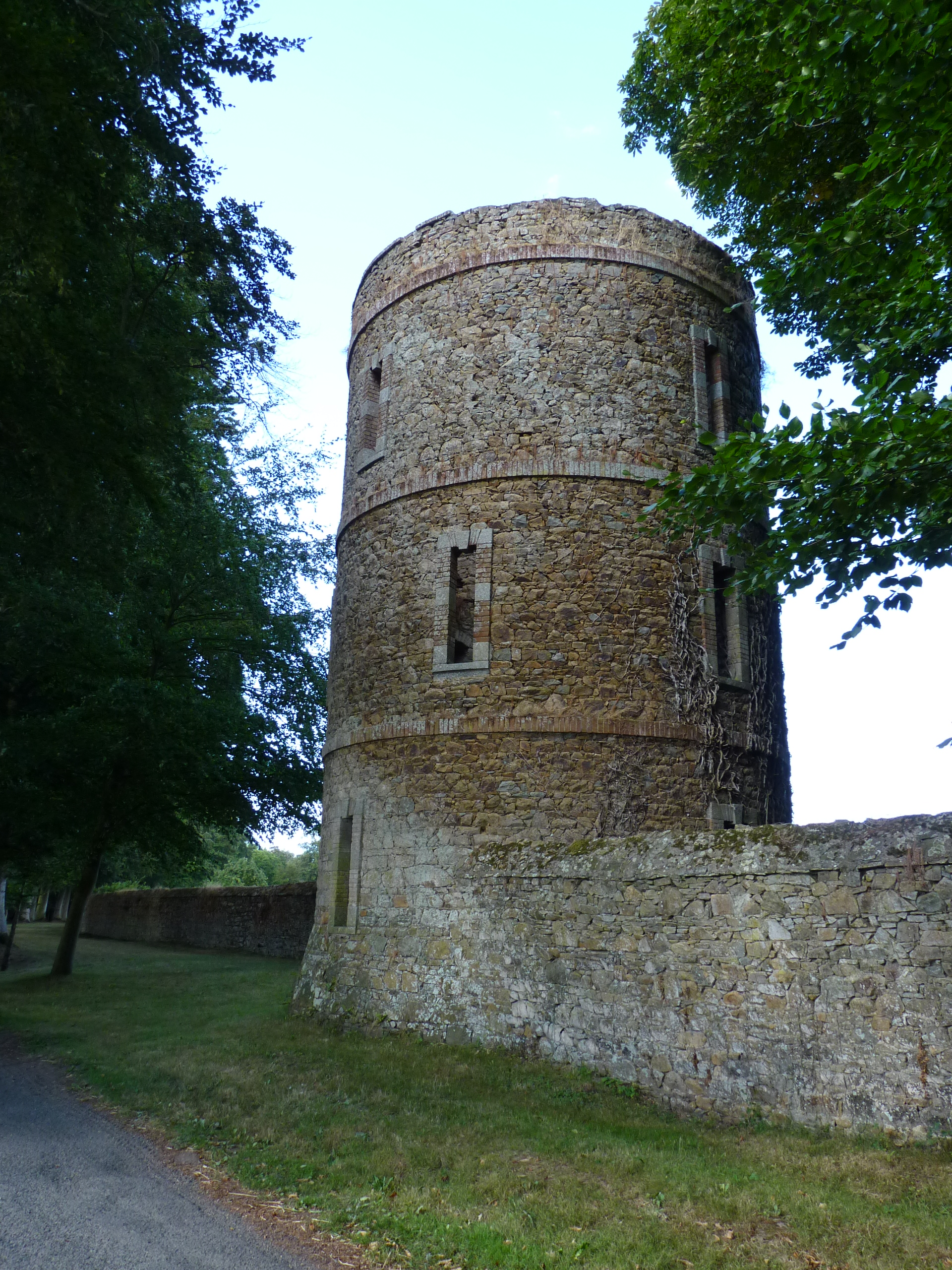
Башня замка Гран’Виль